# Грязнов, Александр Феодосиевич
Алекса́ндр Феодо́сиевич Грязно́в (15 октября 1948, Москва, СССР — 7 ноября 2001, там же, Россия) — советский и российский философ

, специалист по истории западноевропейской философии, англо-американской философии XVIII—XX вв. и идеям Людвига Витгенштейна. Доктор философских наук, профессор. Один из авторов «Новой философской энциклопедии».

## Биография
В 1971 году окончил философский факультет МГУ имени М. В. Ломоносова, где затем остался работать на кафедре истории зарубежной философии: ассистент, старший преподаватель, с 1983 — доцент, с 1993 — профессор..
В 1980 находился на стажировке в Великобритании, а в 1993 году в США.
В 1990 году защитил диссертацию на соискание учёной степени доктора философских наук по теме «Язык и деятельность. Критический анализ витгенштейнианства».
Умер в 2001 году. Урна с прахом захоронена в колумбарии на Митинском кладбище.

## Научная деятельность
Грязновым была представлена целостная картина философии витгенштейнианства, как самостоятельного течения в западной философской мысли XX в.. Показано то влияние, которое идеи Людвига Витгенштейна оказали на современную философию, а также обоснована закономерность этого влияния в условиях духовной обстановки эпохи.
Грязнов поставил в центр свои исследований вопрос обоснования деятельностной природы языка. Это позволило разработать типологию витгенштейнианских течений применительно к таким областям знания, как философия психологии, теория значения и социокультурное познание. Им был установлен некий параллелизм в эволюции взглядов Витгенштейна и его последователей в переходе от логико-философского индивидуализма к социоцентризму. Кроме того, Грязнов сопоставил витгенштейнианство и другие крупные направления современной мировой философской мысли — герменевтикой, психоанализом, марксизмом.
Также Грязнов внёс большой вклад в изучение истории британской философии XVIII—XIX вв, что нашло отражение в его научных работах о Джоне Локке, Джордже Беркли, Дэвиде Юме, Томасе Риде, Джоне Стюарте Милле и других), истории аналитического направления в западной философии и культуре XX в., а также вопросов философского языка, философского сознания и когнитивной науки.
Существенный вклад в науку был внесён Грязновым благодаря его переводам, редактированию и комментированию философских первоисточников. Им подготовлены тексты Уильяма Джеймса, Чарльза Сандерса Пирса, Бертрана Рассела, Джорджа Эдварда Мура, Джона Сёрла, Стивена Приста и других.

### Научные труды

#### Монографии
- Грязнов А. Ф. Философия Шотландской школы. М., 1979;
- Грязнов А. Ф. Эволюция философских взглядов Л. Витгенштейна. М., 1985;
- Грязнов А. Ф. Западноевропейская философия XVIII века. [В соавт.]. М., 1986;
- Грязнов А. Ф. Философия языка Л. Витгенштейна. (Уч. пос). М., 1987;
- Грязнов А. Ф. Язык и деятельность. Критический анализ витгенштейнианства. М., 1991;

#### Статьи
- Грязнов А. Ф. Понятие «здравого смысла» в лингвистической философии // История философии и современность. Вып.1. М., 1976;
- Грязнов А. Ф. Теория значения Майкла Даммита // Вопросы философии. 1982. № 4;
- Грязнов А. Ф. Концепция противоположностей Л. Витгенштейна в историко-философском контексте // Философские науки. 1983. № 1;
- Грязнов А. Ф. Концепции «аналитического реализма» в новейшей британской философии // Вопросы философии. 1983. № 10;
- Грязнов А. Ф. Аналитическая философия и проблема практики // Новейшие тенденции в современной аналитической философии. М., 1985;
- Грязнов А. Ф. Л. Витгенштейн и методологические вопросы математического знания // Вестник Московского университета. Сер."Философия". 1987. № 4;
- Грязнов А. Ф. «Критическая философия языка» Г. Бейкера и П. Хакера // Вопросы философии. 1987. № 7;
- Грязнов А. Ф. Кантовская оценка идеализма // Историко-философский ежегодник. М., 1987;
- Грязнов А. Ф. Аналитическая философия и проблема понимания культурно-исторических феноменов // Философские науки. 1989. № 3;
- Грязнов А. Ф. «Скептический парадокс» и пути его преодоления // Вопросы философии. 1989. № 12;
- Грязнов А. Ф. Проблема культурно-исторического понимания и естественный язык // Критический анализ ненаучного знания. М., 1989;
- Грязнов А. Ф. К вопросу о трансцендентальной аргументации // Кантовский сборник. Вып.14. Калининград, 1989;
- Грязнов А. Ф. Проблема понимания: на пересечении двух традиций // Проблема философской герменевтики. М., 1990;
- Грязнов А. Ф. Разумный скептицизм в жизни и философии. — Вступительная статья к кн.: Юм, Д. Сочинения в 2 т. / Пер. с англ. С. И. Церетели и др.; Вступ. ст. А. Ф. Грязнова; Примеч. И. С. Нарского. — 2-е изд., дополн. и испр. — М.: Мысль, 1996. — С. 3—41. — 733, [2] с., 1 л. портр. с. — (Философское наследие). — 5000 экз. — ISBN 5-244-00763-7. — ISBN 5-244-00764-5.
- Грязнов А. Ф. Феномен аналитической философии в западной культуре XX столетия // Вопросы философии. 1996. № 4;
- Грязнов А. Ф. Аналитическая философия: проблемы и дискуссии последних лет // Вопросы философии. 1997. № 9;
- Грязнов А. Ф. Аналитическая философия: становление и развитие (Вступительная статья) // Аналитическая философия: становление и развитие. М., 1998.
- Грязнов Α. Φ. Стросон, Питер // Новая философская энциклопедия / Ин-т философии РАН; Нац. обществ.-науч. фонд; Предс. научно-ред. совета В. С. Стёпин, заместители предс.: А. А. Гусейнов, Г. Ю. Семигин, уч. секр. А. П. Огурцов. — 2-е изд., испр. и допол. — М.: Мысль, 2010. — ISBN 978-5-244-01115-9.